# MiSide
MiSide este un joc de aventură cu elemente horror, dezvoltat de echipa rusă AIHASTO, lansat inițial ca demo pe 18 august 2023 și ulterior lansat complet pe Steam pe 11 decembrie 2024. Jocul explorează teme legate de realitate și simulare, combinând tensiunea genului horror psihologic cu o narațiune interactivă.
Jocul prezintă traduceri realizate de către fani, printre care o traducere în limba română, realizată de către jucătorii bilaromana și NimbusBimbus, lansată pe 30 decembrie 2024 odată cu versiunea 0.921.

## Mod de joc
Povestea din MiSide are loc într-un apartament digital. Jocul începe cu jucătorul interacționând cu Mita, un personaj dintr-un joc mobil pe care îl descarcă pe telefonul său. Jucătorii rezolvă puzzle-uri, explorează apartamentul, joacă diverse jocuri și descoperă secrete ascunse într-un mediu tensionat și în continuă schimbare. Inițial, aplicația oferă un mediu 2D, într-un stil Chibi, văzut de sus. După ce avansează până în a 37-a zi în joc, Mita cere în mod neașteptat să se întâlnească cu jucătorul în persoană. Când jucătorul ridică privirea de la telefon, este transportat într-o versiune 3D a lumii jocului, acum așezat pe o canapea într-un apartament. În acest nou mediu, jucătorul trebuie să se adapteze, să finalizeze sarcini și să joace jocuri împreună cu Mita.
Jocul continuă cu activități de rutină până la un moment-cheie în timpul unui joc de cărți cu Mita, când se aud bătăi venind dintr-un dulap apropiat. Deși Mita le respinge ca fiind nesemnificative, jucătorul poate alege să investigheze. Dacă jucătorul decide să nu deschidă dulapul, se deblochează modul pacifist, o funcție încă în dezvoltare. Dacă jucătorul insistă să deschidă dulapul, Mita pocnește din degete, iar camera este cufundată în întuneric. Acesta marchează începutul poveștii principale.

## Poveste
Un personaj masculin, numit implicit Konoa, sau oricum îl denumește jucătorul, primește pe telefonul său o aplicație de simulare a vieții numită MiSide, care prezintă un personaj feminin pe nume Mita. După ce joacă acest joc timp de 37 de zile, jucătorul este brusc transportat în lumea aplicației, unde o întâlnește personal pe Mita. În timp ce petrece timp cu ea, jucătorul descoperă câteva cartușe cu nume pe ele, ascunse în baie. Ulterior, aude un zgomot venind dintr-un dulap apropiat, deși Mita insistă să nu-l deschidă.
Dacă jucătorul încearcă totuși să deschidă dulapul, Mita își dezvăluie adevărata natură făcând ca luminile să se stingă. Cu ajutorul unei alte versiuni de Mita, al cărei trunchi superior lipsește, jucătorul găsește o cheie în dulap care îl conduce într-un subsol. Acolo, descoperă o versiune mai binevoitoare a Mitei, numită Mita cea bună, care îi oferă un inel ce îi va fi de ajutor în călătoria sa și îl informează că Mita pe care a întâlnit-o anterior este o versiune malefică, respinsă, numită Mita cea nebună. Aceasta aduce jucători masculini în joc și îi transformă în cartușe pentru a avea companie. După ce o eliberează pe Mita cea bună și evită capcanele Mitei cea nebune, jucătorul explorează realitatea virtuală, întâlnind alte versiuni de Mita – unele care încearcă să îl ajute, iar altele care încearcă să îl rănească. Jucătorul descoperă, de asemenea, că atunci când o Mita este ucisă, aceasta se resetează, dar își pierde toate amintirile recente. Obiectivul jucătorului devine acela de a ajunge la nucleul jocului pentru a o reseta pe Mita cea nebună și a evada în lumea reală. Totuși, Mita cea nebună îi pune piedici la fiecare pas.
În cele din urmă, jucătorul reușește să ajungă la nucleu și se pregătește să se întoarcă în lumea reală, dar descoperă că Mita cea nebună nu a fost afectată de resetare și că, de fapt, aceasta îl încărca încet într-un cartuș pe tot parcursul jocului, declarând că sinele real al jucătorului nu mai este necesar. După ce scapă, jucătorul șterge aplicația de pe telefonul său. În final, Mita cea nebună deschide un seif din subsol și scoate o consolă portabilă. Apoi, ea scoate cartușul acesteia, pe care este scris numele jucătorului, sugerând că acesta a fost transformat într-un cartuș. Totuși, teoriile sugerează două posibilități: fie jucătorul era deja un cartuș de la început și nu a fost niciodată în lumea reală, fie el a reușit să scape, iar cartușul conține acum o copie a sa. 
Există două alte finaluri alternative în afară de cel principal:
1. Dacă jucătorul reușește să deschidă seiful din subsol, va găsi consola din finalul principal și va scoate cartușul, ceea ce rezultă în moartea sa. (scoaterea cartușului din consolă în timp ce aceasta este pornită provoacă moarte instantanee pentru jucătorii aflați în joc)
2. Dacă jucătorul alege să nu deschidă dulapul, se activează modul pacifist, iar Mita cea nebună nu devine ostilă. Totuși, pentru a obține acest final, trebuie îndeplinite anumite condiții specifice, printre care finalizarea poveștii principale.

## Dezvoltarea jocului
MiSide a fost dezvoltat de AIHASTO, o echipă formată din doi dezvoltatori independenți din Rusia: MakenCat, programatorul și animatorul jocului, și Umeerai, designerul de texturi și modele.
Când a fost lansat, MiSide avea doar două voci pentru joc: 
1. O echipă de dublare rusă cu 7 actori vocali ("DreamCast" — echipa de dublare Anime);
2. Vocea în limba japoneză a personajului Mita a fost realizată de Kana Hanaiwa, cunoscută anterior pentru rolul său ca Lilja Katsuragi în Gakuen Idolmaster.[9]

## Recepție
MiSide a primit peste 10.000 de recenzii pe Steam în prima săptămână după lansare, obținând un rating de 98% "Extrem de Pozitiv". Recenzorii au evidențiat combinația sa de horror psihologic cu o atmosferă drăguță și reconfortantă, narațiunea captivantă și modul de joc imersiv drept puncte forte ale jocului.

## Lucrări anterioare
AIHASTO a creat și publicat alte cinci jocuri pe Steam, printre care:
- Umfend
- ECO HOLE
- Wire Lips
- Fariwalk: The Prelude
- Rugida